# Wiesen bei Bärstadt
Wiesen bei Bärstadt este o arie protejată (arie specială de conservare — SAC, sit de importanță comunitară — SCI) din Germania întinsă pe o suprafață de 69,59 ha, integral pe uscat.

## Localizare
Centrul sitului Wiesen bei Bärstadt este situat la coordonatele 50°06′34″N 8°04′32″E / 50.1094°N 8.0756°E.

## Înființare
Situl Wiesen bei Bärstadt a fost declarat sit de importanță comunitară în iunie 2000 pentru a proteja 1 specie de animale. Situl a fost protejat și ca arie specială de conservare în martie 2008.

## Biodiversitate
Situată în ecoregiunea continentală, aria protejată conține 1 habitat natural: Fânețe de joasă altitudine (Alopecurus pratensis, Sanguisorba officinalis).
La baza desemnării sitului se află o specie protejată de  nevertebrate: phengaris nausithous (Maculinea nausithous)